# Мпемо
Мпемо — один из языков банту. Распространён в Центральноафриканской Республике (субпрефектура Гамбула префектуры Мамбере-Кадеи и субпрефектура Нола префектуры Санга-Мбаэре, всего 24 000 носителей на 1996 год); Камеруне (коммуна Гари-Гомбо департамента Бумба и Нгоко Восточного региона, всего 5000 носителей на 1991 год); Конго (департамент Санга, число носителей неизвестно).

## Письменность
Применяется письменность на латинской графической основе:
| A a | B b | D d | E e | Ɛ ɛ | F f | G g | H h | I i |
| J j | K k | L l | M m | N n | Ŋ ŋ | O o | Ɔ ɔ | P p |
| R r | S s | T t | U u | V v | W w | Y y | Z z |     |

Тона обозначаются диакритическими знаками (например ɛ̂, ɛ̈, ɛ̄, ɛ̀, ɛ́ ).